# دانشگاه آمریکایی شارجه

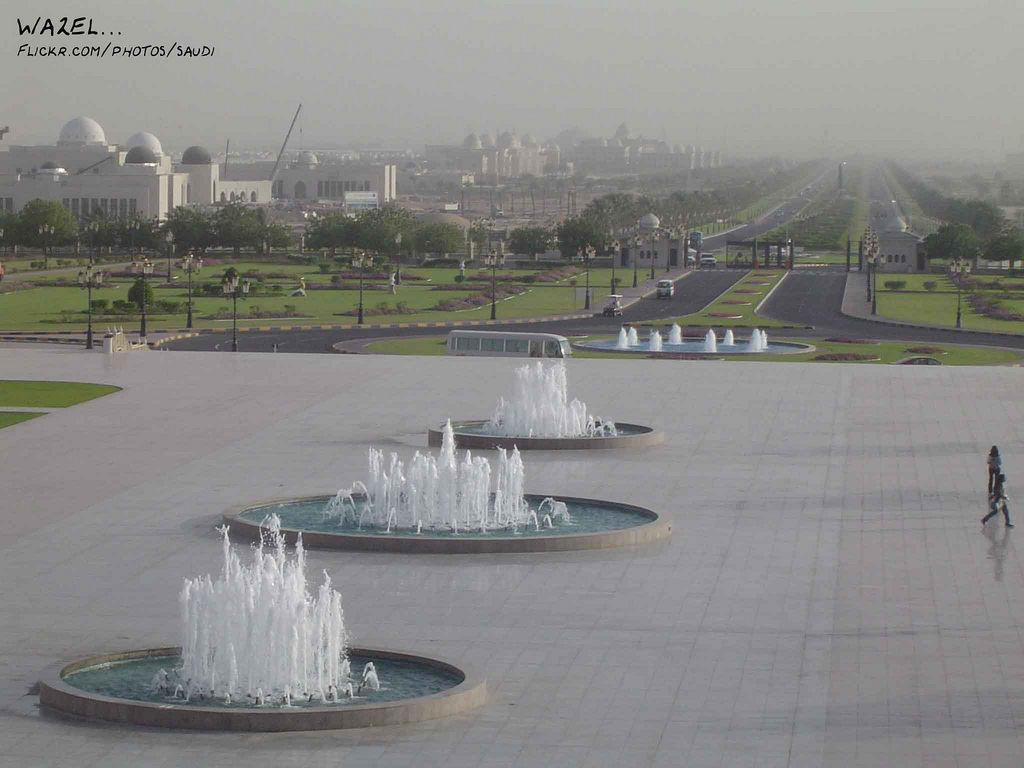

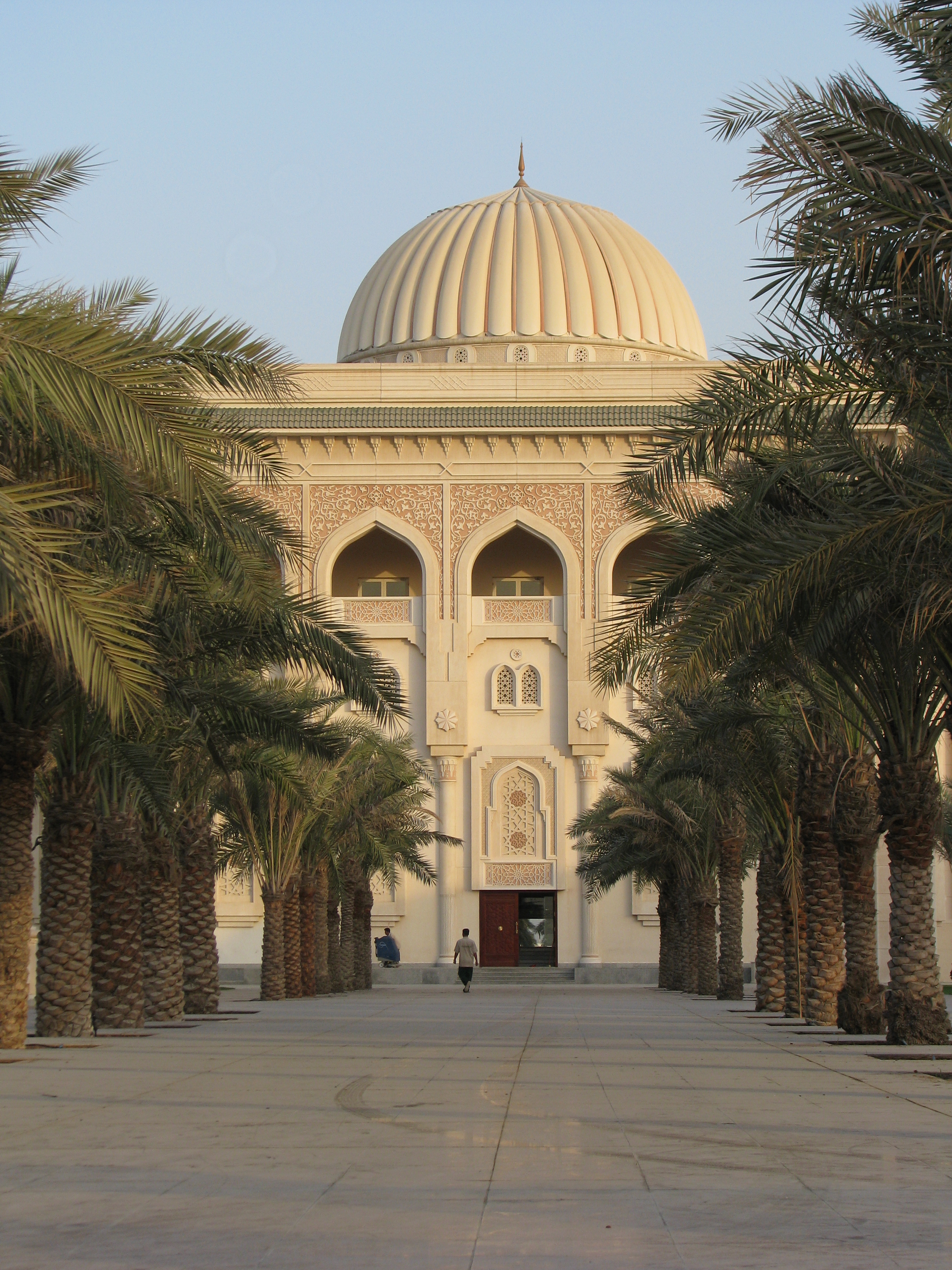

دانشگاه آمریکایی شارجه (به انگلیسی: American University of Sharjah)، دانشگاهی آمریکایی است که در سال ۱۹۹۷ میلادی در شهر شارجه در امارات متحده عربی تأسیس شد.
این دانشگاه ۵۱۸۰ دانشجو، و دروس دانشگاهی در این دانشگاه به زبان‌های انگلیسی تدریس می‌شوند.
دانشگاه آمریکایی شارجه در سال ۱۹۹۷ میلادی تأسیس شده‌است. این دانشگاه خصوصی و غیردولتی است و بر اساس استانداردهای آموزش عالی آمریکا فعالیت می‌کند و تحت مجوز وزارت علوم و آموزش عالی ایالت دلور آمریکا و همچنین وزارت علوم و آموزش عالی و پژوهش امارات متحده عرب می‌باشد. کلی مدارک کارشناسی که در دانشکده فنی مهندسی این دانشگاه ارائه می‌گردد از طریق مرکز ABET آمریکا مورد تأیید است.

## رشته‌ها
- دانشکده علوم و هنر در: زبان و ادبیات انگلیسی – علوم بین‌الملل – ارتباط BA کارشناسی در: شیمی – علوم محیط زیست BS کارشناسی علوم
- دانشکده طراحی و معماری در مدیریت طراحی – مولتی مدیا – ارتباطات بصری BS - BID - کارشناسی طراحی داخلی (BArch) کارشناسی معماری
- دانشکده مدیریت (BAE) کارشناسی اقتصاد – (BAPA) کارشناسی مدیریت عمومی (حسابداری. مالی. مدیریت. سیستم‌های اطلاعات مدیریت. بازاریابی)BSBA کارشناسی مدیریت (BSFIN) کارشناسی امور مالی - (BSMIS) کارشناسی سیستم‌های اطلاعات مدیریت
- دانشکده مهندسی (BSCE) مهندسی عمران -(BSChE) مهندسی شیمی- (BSCS) علوم کامپیوتر (BSCoE) مهندسی کامپیوتر – (BSEE) مهندسی برق – (BSME) مهندسی مکانیک دوره‌های کارشناسی ارشد تدریس زبان انگلیسی (MA TESOL) طراحی شهرسازی (MUP) مدیریت بازرگانی (MBA) مدیریت سیستم‌های مهندسی (MSESM) مهندسی مکاترونیک Mechatronics Engineering (MSMTR)

## شرایط و مدارک مورد نیاز اخذ پذیرش
1. تکمیل فرم تقاضا نامه به صورت کامل
2. دیپلم متوسطه و ارائه ترجمه رسمی ریز نمرات سه سال آخر دبیرستان
3. ۴ قطعه عکس در ابعاد پاسپورت
4. یک کپی پاسپورت
5. مبلغ ۲۰۰ درهم هزینه ثبت نام (غیرقابل استرداد)
6. ارائه گواهینامه زبان انگلیسی تا فل
7. در صورت انتقال واحد، مدارک مورد نیاز خوابگاه برای سال تحصیلی ۲۰۰۸/ ۲۰۰۷ ۱۱ مرکز خوابگاه برای دانشجویان تمام وقت دوره‌های کارشناسی در نظر گرفته شده‌است.

این خوابگاه‌ها صرفاً در اختیار دانشجویانی قرار می‌گیرد که شهریه دانشگاه و هزینه خوابگاه را پرداخت نموده‌اند. سایر دانشجویان فقط در مورد وجود محل خالی در نوبت قرار خواهند گرفت. خوابگاه‌ها به صورت اتاق‌های مشترک دو نفره یا اتاق‌های خصوصی یکنفره در اختیار دانشجویان قرار می‌گیرد.